# Wytrysk na twarz

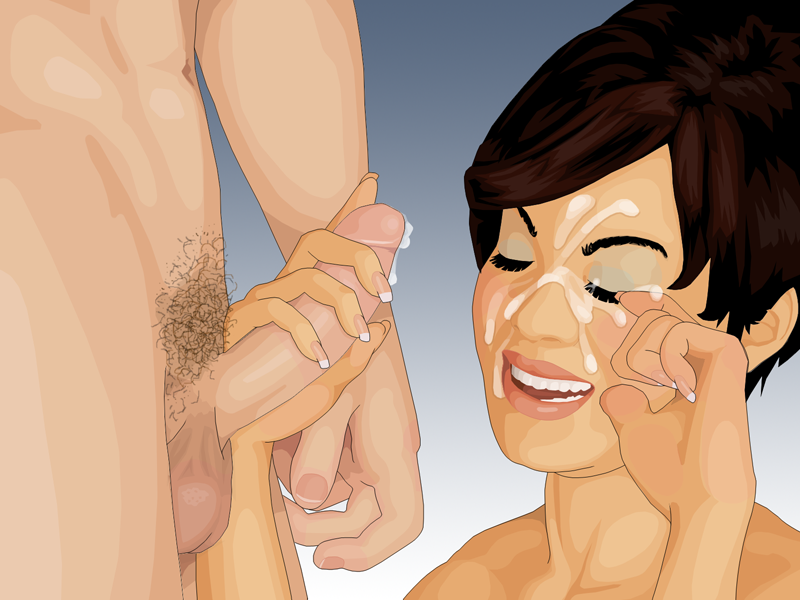
Rysunek przedstawiający wytrysk partnera na twarz partnerki

Wytrysk na twarz (ang. facial cumshot) – praktyka seksualna, w której mężczyzna dokonuje wytrysku nasienia na twarz lub do ust partnerki lub partnera, zazwyczaj bezpośrednio po seksie oralnym, stosunku, masturbacji lub innej formie stymulacji.

## Przegląd informacji
Dokonanie wytrysku na twarz jest zazwyczaj poprzedzone aktywnością, która prowadzi do pobudzenia seksualnego, i stymulacją partnera mającego wytrysk. Po osiągnięciu wstępnego poziomu pobudzenia seksualnego i zbliżającej się ejakulacji mężczyzna umieszcza swojego penisa tak, by większość nasienia podczas wytrysku znalazła się na twarzy partnerki lub partnera.
Przemieszczenie nasienia zachodzi siłą samego wytrysku lub jest wspomagane jeszcze siłą grawitacji. Mężczyzna może zdecydować o wytrysku na wybraną okolicę twarzy lub przemieszczać prącie, by pokryć nasieniem większą przestrzeń.
Choć nasienie może być skierowane na każdą okolicę twarzy (policzki, czoło, usta, nos itp.), celem jest skierować jego większość na powierzchnię twarzy, a nie na któryś z otworów, jak np. usta. Stanowi to różnicę w stosunku do wytrysku do ust w seksie oralnym, w którym celem jest umieścić większość ejakulatu w ustach partnerki lub partnera.
Objętość ejakulatu zależy od różnych czynników, takich jak zdrowie mężczyzny, jego wiek, poziom pobudzenia seksualnego i okresu, który upłynął od ostatniego wytrysku. Standardowa objętość ejakulatu to 2 do 5 mililitrów. Kilka sekund po wytrysku sperma gęstnieje, pozostaje widoczna na 15–30 minut, po czym upłynnia się.

## Rola w pornografii
Wytrysk na twarz często pojawia się w filmach pornograficznych, zazwyczaj jako zakończenie sceny. W tym zakresie wytrysk na twarz zastąpił w dużym stopniu najbardziej rozpowszechniony wcześniej wytrysk skierowany na brzuch lub plecy (po stosunku od tyłu) partnerki lub partnera. Istnieją rozliczne serie filmów pornograficznych poświęcone fellatio z naciskiem na wytrysk na twarz, a także strony internetowe, których tematyka skupia się wyłącznie na wytryskach na twarz.
Powstał nawet specjalny rynek filmów pornograficznych skoncentrowanych na wytrysku na twarz. Także wiele witryn internetowych specjalizuje się w oferowaniu zdjęć czy filmów o takiej treści.
Wytrysk na twarz był także opisywany w literaturze. Przykładem jest opis z książki 120 dni Sodomy czyli szkoła libertynizmu markiza de Sade’a pochodzącej z 1785 roku.
Analiza treściowa najlepiej się sprzedającej heteroseksualnej pornografii wskazuje na to, że 96% wszystkich scen kończy się wytryskiem mężczyzny na partnerkę. Usta były najpopularniejszą okolicą, w której był wykonywany wytrysk. 62% scen dotyczyło wytrysku na twarz.

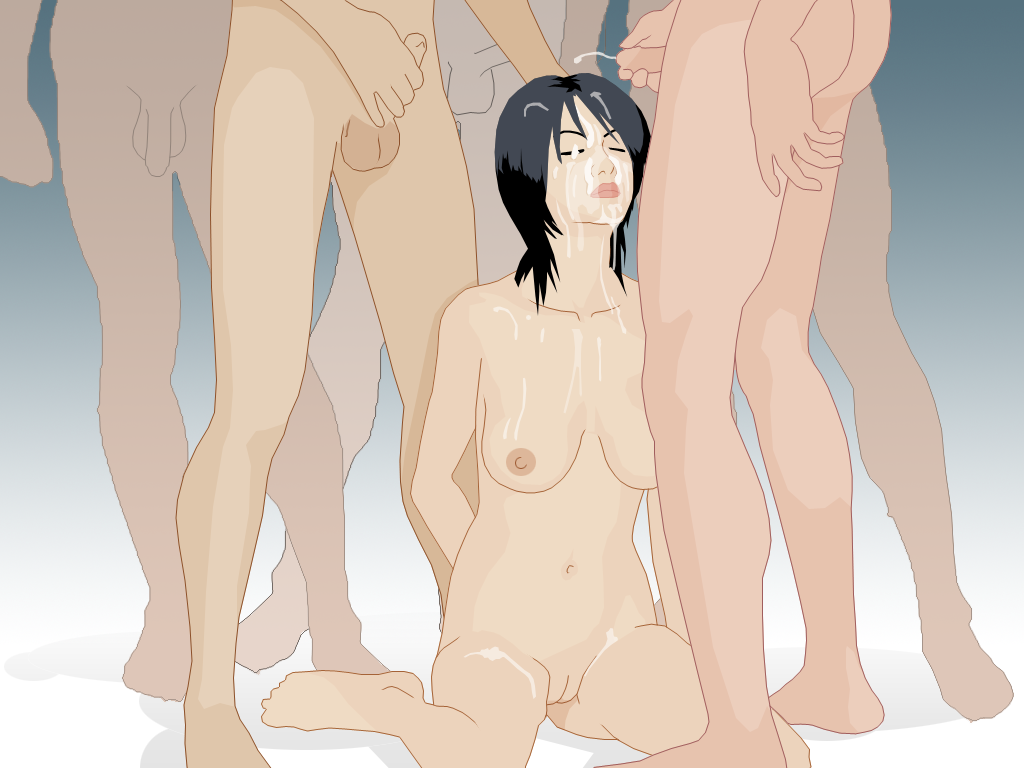
Bukkake

Bukkake to pokrewne zachowanie seksualne, polegające na ejakulacji grupy mężczyzn na jedną osobę (zazwyczaj na kobietę), popularne w pornografii japońskiej.

### Postrzeganie wytrysku na twarz w pornografii
Emocjonalne, psychologiczne i społeczne znaczenie obrazowania wytrysku na twarz w pornografii jest źródłem licznych kontrowersji. Istnieje szereg poglądów na ten temat, od traktowania tej praktyki seksualnej jako przejawu mizoginii czy upokorzenia do zdrowej ekspresji seksualności człowieka.
Działaczka kobieca Beatrice Faust w swojej książce Women, Sex, and Pornography: A Controversial Study argumentuje, że jeśli seks jest czynnością naturalną i nasienie jest naturalną wydzieliną ciała, to nie ma powodu, by interpretować ejakulację jako przejaw wrogości.
Feministki były w tej materii znacznie bardziej krytyczne. Działająca przeciw pornografii aktywistka Andrea Dworkin wygłosiła na konferencji w Chicago pogląd, że fakt, iż nasienie jest na kobiecie, a nie w jej ciele, należy do konwencji pornografii. I kontynuowała, że jest to forma zaznaczenia przez mężczyznę kobiety jako jego własności, pokazania, że jest ona naznaczona przez jego brud; że jest brudna.
Socjolodzy Gail Dines, Robert Jensen and Russo powtarzają to w książce Pornography: The Production and Consumption of Inequality, pisząc, że wytrysk na twarz w pornografii jest drogą do zamiany kobiety w coś (nie kogoś), czego głównym przeznaczeniem jest współżycie z mężczyznami.

## Użycie kosmetyczne
Poza motywami seksualnymi nasienie było także aplikowane na twarz z powodów kosmetycznych. Założycielka „Cosmopolitan” Helen Gurley Brown zalecała kobietom nakładanie spermy na twarz, jako że jest ona pełna białka. Podaje się także, że Kleopatra VII wcierała nasienie w twarz, by utrzymać młody wygląd swojej cery.

## Zagrożenia dla zdrowia

### Potencjalne zakażenie
Każda aktywność seksualna, która wiąże się z kontaktem z płynami ciała innej osoby, wiąże się z ryzykiem przekazania choroby przenoszonej drogą płciową. Nasienie nie jest niebezpieczne, jeśli znajduje się na skórze lub zostanie połknięte. Niemniej jednak nasienie może przenosić wiele chorób przenoszonych drogą płciową, jak AIDS czy WZW.

#### Różnice w ryzyku zakażenia
Partner mający wytrysk nie ponosi praktycznie żadnego ryzyka. Inaczej ma się sytuacja w wypadku osoby przyjmującej wytrysk na twarz, szczególnie jeśli nasienie wejdzie w kontakt z przerwaną błoną śluzową oczu czy ust.

### Reakcje alergiczne
W rzadkich przypadkach pojawiają się reakcje alergiczne po kontakcie z nasieniem. Objawy mogą być miejscowe lub ogólnoustrojowe. Obejmują świąd, zaczerwienienie, opuchliznę i pęcherze po 30 minutach od kontaktu. W skrajnych przypadkach następuje reakcja ogólnoustrojowa z dusznością.